# ジャンカルロ・ミナルディ
ジャンカルロ・ミナルディ（Giancarlo Minardi, 1947年9月18日 - ）は、イタリア出身の実業家。かつてのF1チーム「ミナルディ」の創設者。後年は、FIA（国際自動車連盟）の役員に就いている。

## 初期の経歴
1947年、イタリアのファエンツァにおいてフィアットのディーラーとアジップのガソリンスタンドを営む家庭に生まれ、若い時分に父ジョバンニ・ミナルディを失った。
イタリア国内にてトラックのディーラーとして実業家としてのキャリアを始め、これを軌道に乗せた。

### レース人生の始まり
1968年、21歳の時にレース用にチューンされたフィアット500を購入し、数々のヒルクライムレースにおいて好成績を収めた。ミナルディは、レーシングチームのスクーデリア・デル・パッサトーレを率いるかたわら、フィアット124でラリーへの参戦を開始した。1972年から1974年にかけてスクーデリア・デル・パッサトーレはフォーミュラ・イタリアで好成績を残し、ジャンカルロ・マルティニが1972年は選手権2位、1973年は選手権を制した。

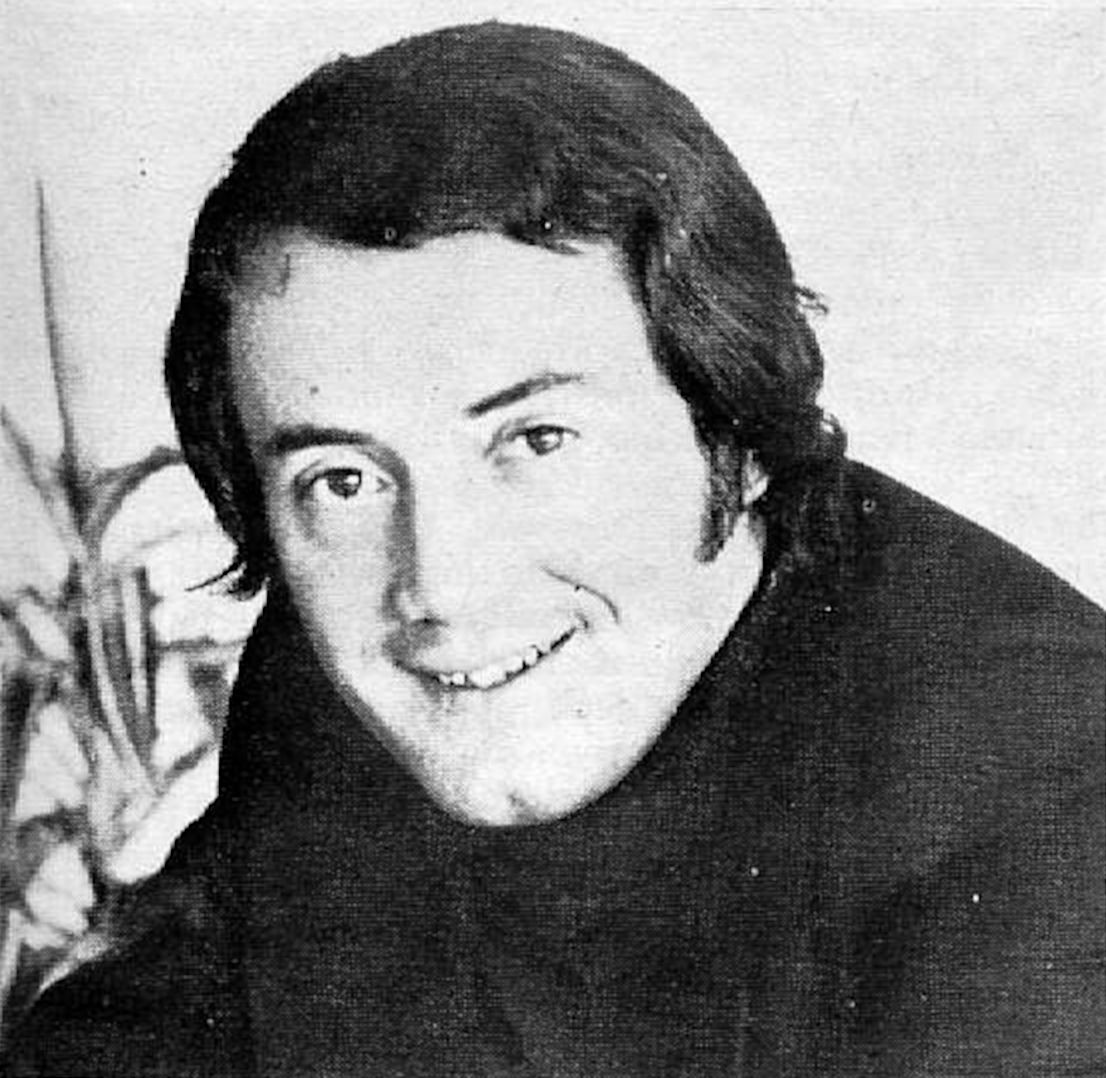
チームオーナー時代（1974年）

1974年にチーム名をスクーデリア・エベレストに改名し、以後ヨーロッパF2選手権に、マーチのシャシーとBMWエンジンで参戦した。
スクーデリア・エベレストは1976年にフェラーリと契約し、フェラーリ・312Tを貸与された。これは才能あるイタリア人にF1経験を積ませることを目的としていた。この車両は、ジャンカルロ・マルティニのドライブで1976年に行われたF1の非選手権レース2戦に参戦した。また、1977年からはF2のエンジンもフェラーリから供給を受けた。
1980年、イタリアにおいてモーターレースのパトロンとして有名な人物であるピエロ・マンシーニの資金援助を受け、ミナルディはミナルディ・レーシング・チームを設立した。このチームを率いて4年に渡ってF2選手権に出場を続け、上々の成績をあげた。

## F1への進出
1985年に自身のチームを順当にF1にステップアップさせた。
当初は中団を前後する形で参戦を続けたが、1991年に高価なフェラーリエンジンを積んだあたりから資金繰りが怪しくなり始めた。
1990年代に入って、世界的な不況ともあいまって中団以下の各チームが資金繰りに苦慮し始めると、ミナルディも、1994年にはスクーデリア・イタリアと合併するなど、影響にさらされるようになっていった。この頃からチームの相対的な戦闘力も低下して後方集団に埋もれ、万年テールエンダーとなっていってしまった。
1996年の終わりには、やむなくフラビオ・ブリアトーレらを含む投資家グループにチーム株式の70%を売却し、ジャンカルロ自身の持ち株比率は14.5%までに低下し、チームはブリアトーレの影響下に置かれるようになった。1997年の末、ブリティッシュ・アメリカン・タバコに転売することができずに、ブリアトーレらはミナルディから手を引く。1998年から2000年にかけ、ブリアトーレから株式を買い取ったガブリエール・ルミとともにミナルディチームを共同所有する形がしばらく続いた。
2000年になると、チームの財政状況は深刻なものとなり、この年の末に、オーストラリア人実業家のポール・ストッダートに株式の持ち分全て(14.5%か)を売却した。 これにより、チーム監督としての地位も失ったが、ジャンカルロのレースへの情熱は消えがたく、ストッダートも前オーナーでチーム創設者に対して礼を以ってあたったため、新人ドライバー育成の主任という形でチームに留まることが許された。
その後、2005年の末に、ミナルディチームがオーストリアの飲料会社レッドブルに買収されたことを契機に、F1の世界から去った。ただしモータースポーツの世界には引き続き留まり、2006年にはイタリアのGPレーシングと共にユーロ3000選手権に「Minardi Team」の名称で参戦を開始。マシンのカラーリングも1980年代にミナルディが採用していた黒と黄色のカラーリングである。さらに、2007年にはネルソン・ピケ率いるピケ・スポーツとのジョイントによりGP2へ参戦することになった。（2007年シーズン限りでジョイントを解消）

## その後
地元サッカークラブのチェアマンなどを勤めた後（後述）、2010年、地元ファエンツァの市長選に62歳で立候補を表明した。自由国民党と北部同盟の支持を受け、「ファエンツァは再びレースを戦う」をキャッチコピーに、「私はファエンツァに常に支えられてきたことを知っているからね。今回こうして決断したんだ。今、ファエンツァはとても難しい時期にいる。国家レベルで困難な時期にあるんだ。だから、私は自分の力を故郷のために尽くすべきだと考えている。私は誰に対してもキャンペーンを貼ったりしない。自分が信じるとおりに働くし、若い専門職を連れてくるつもりだ。かつて自分がチームでそうしたようにね。人々の働き方を変えなければならないと思うが、それを恐れたことは一度もない。私はプロフェッショナルのチームを作り、若い人材を集め、スポーツ界で使用してきた方法を取り入れるつもりだ。しかし、まずは市制のルールを全て学ばなければならない。この街には多大な愛情をもっているよ」と話している。
2019年5月、FIA 世界耐久選手権（WEC）に参戦するレーシングチーム・ネダーランドが、ミナルディをチームに招聘することを発表。同年のル・マン24時間レースでは、1992年にミナルディが走らせたミナルディ・M192風のカラーリングを施したマシンを走らせる方針も明らかにされている。
外部の役員としては、イタリア自動車クラブ（ACI）ランドスピード記録委員長（2004年）、イモラ・サーキット運営組織会長（2020年）などを歴任。2022年には、FIA（国際自動車連盟）のシングルシーター委員長に選出された。

### 評価

#### ドライバー育成
チームはドライバーの育成という点では当時から一目置かれた存在であり、ミナルディチームからF1デビューした若いドライバー達、例えばジャンカルロ・フィジケラ、ヤルノ・トゥルーリ、フェルナンド・アロンソ、マーク・ウェバーなどは後に有力なドライバーに成長していった。
これらのドライバーは、F1界の有力者であったブリアトーレ、あるいは自動車メーカーのルノー社の肝いりによって送り込まれたドライバーでもあるため、上記の評価に対して否定的な見解も存在する。だが、同じく自動車メーカーをも含めた有力なスポンサーを持ち、下位カテゴリーで優れた才能を示しながらも、（実験的に下位チームで）F1デビューを行ったが失敗している例が多数あることも事実であり、つまり、成功例のケースの一因に"ミナルディの手腕"があるという分析は否定し難い。

#### 情熱
俗に“ピラニアクラブ”と呼ばれるようになるほど、F1が金にまみれていく中、私事を省みず、自身の万年下位チームに入れ込み続けたジャンカルロ・ミナルディの情熱には、惜しみない賞賛が送られた。

## 家族
ジャンカルロはF1から去って後もファエンツァに住み続けている。
家族には、妻のマラと、父の名にちなんで名づけた一人息子ジョバンニがいる。
1997年から2010年まで、地元サッカークラブのファエンツァFC（セリエC2）のチェアマンをしていた。